# Тескатлипока
Тескатлипо́ка (дымящееся/огненное зеркало) — в мифологии поздних майя и ацтеков одно из главных божеств (наряду с Кетцалькоатлем/Кукульканом). Он носил зеркало или щит (отсюда имя), с помощью которого наблюдал за деяниями людей на земле. В различных воплощениях он являлся богом-творцом или же разрушителем мира. Считалось, что Тескатлипока привёл народ науа в долину Мехико. Впоследствии его культ распространился по всей стране. Ведущее место в пантеоне науа наделило бога множеством черт, которыми он не обладал изначально.

## История
Тескатлипока не сразу стал одним из главнейших богов месоамериканского пантеона. Своё развитие образ Тескатлипоки начинает с роли духа-повелителя ветра или стихии воздуха. Олицетворяя изначально воздух, являясь одновременно и источником необходимого для жизни дыхания, и бури Тескатлипока обладал всеми необходимыми качествами главенствующего бога. По легенде он родовой бог жителей Тецкоко, приведший их в места обитания и изгнавший живших там ранее богов и людей. Это поверье способствовало развитию культа Тескатлипоки. Впоследствии ему добавили статус бога судьбы и удачи, что неразрывно связывало его с судьбой народа, а следовательно, превращало в самого влиятельного покровителя.
Изначально Тескатлипока считался главным врагом Кецалькоатля (это противостояние уходит корнями во вражду племён тольтеков и науа). В мифологии майя сохранилось множество легенд об этих божествах.
Тескатлипока считался не только богом, дающим жизнь, но и её уничтожителем. В таком случае он принимал другие обличья: Нецауальпилли (голодный вождь) и Яоцин (враг). Тескатлипока также имел воплощение с именем Тельпочтли (молодой воин), так как майя верили, что его запас жизненных сил безграничен.
Ещё одно из его имён означает «ночной ветер» (Йоалии Ээкатль). Согласно поверью, Тескатлипока носился по дорогам, подобно ветру ночи, более стремительному, чем дневной, чтобы обрушить свой гнев на пойманного человека. Но если в схватке побеждала жертва, то бог должен был выполнить любое пожелание. Специально для Тескатлипоки вдоль дорог выставляли каменные скамьи, чтобы бог мог отдохнуть после своих путешествий.

## Галерея
Тескатлипоку обычно изображали с дротиком в правой руке, вложенным в копьеметалку. С зеркальным щитом и четырьмя стрелами в левой руке. Щит являлся символом его судейской власти над судьбой людей.

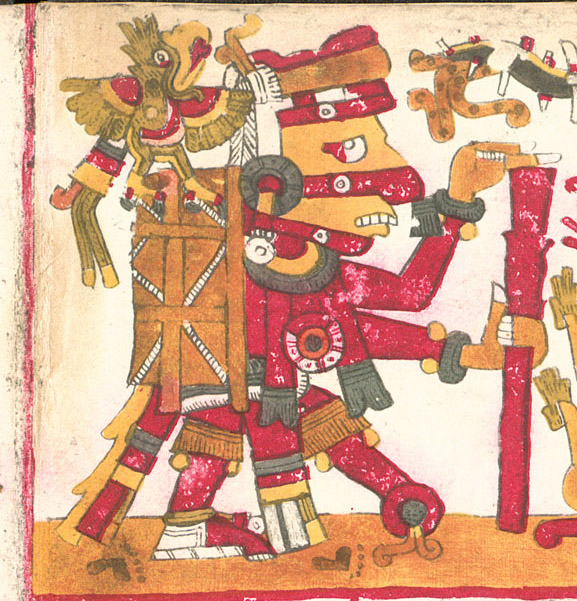
Красный Тескатлипока (синкретизация с Мишкоатлем)
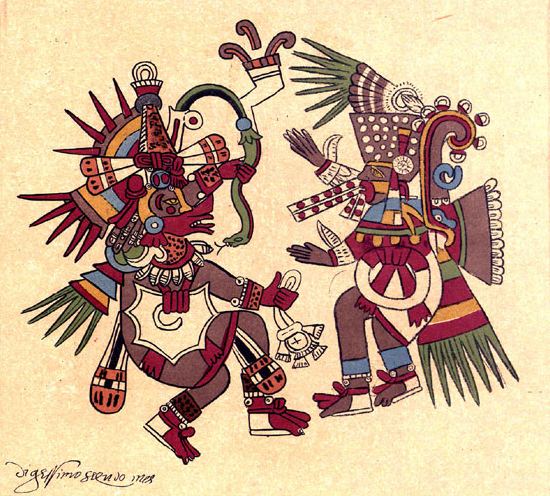
Кетцалькоатль и Тескатлипока